# St. Marien (Hühnerfeld)

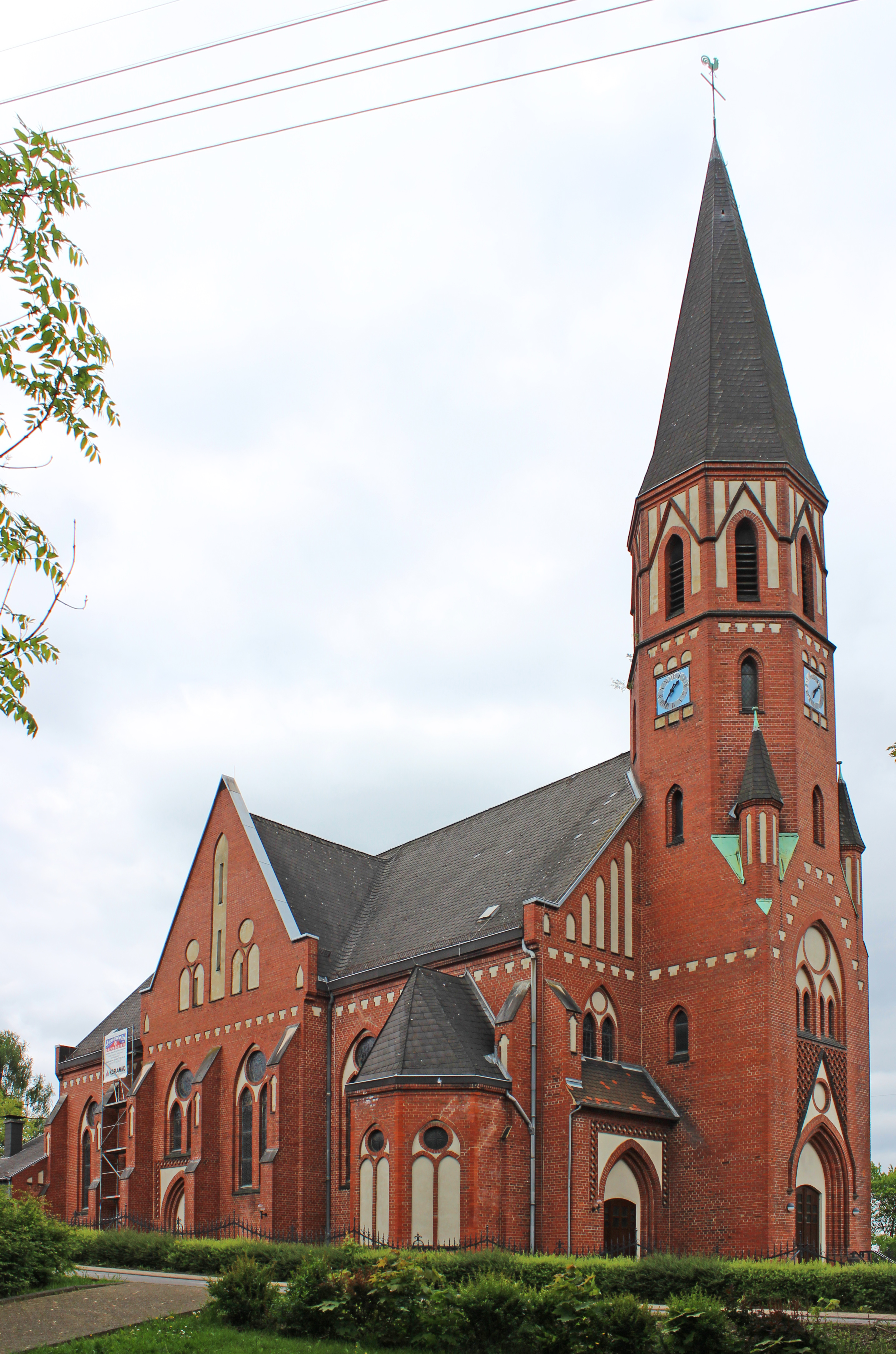
Hühnerfeld, St. Marien

Die Kirche St. Marien ist eine römisch-katholische Pfarrkirche des Bistums Trier im saarländischen Hühnerfeld.

## Geschichte

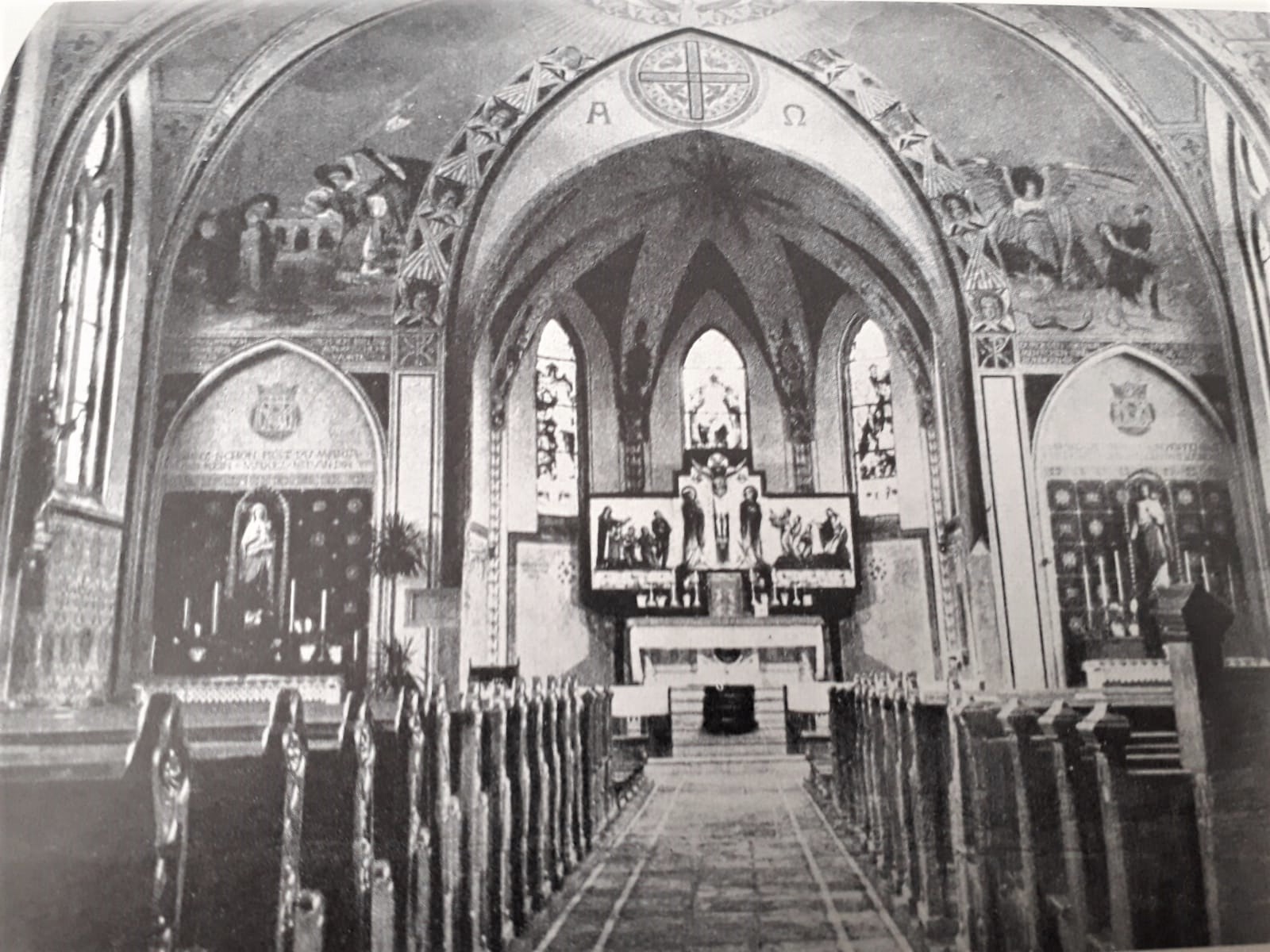
Innenraum um 1911

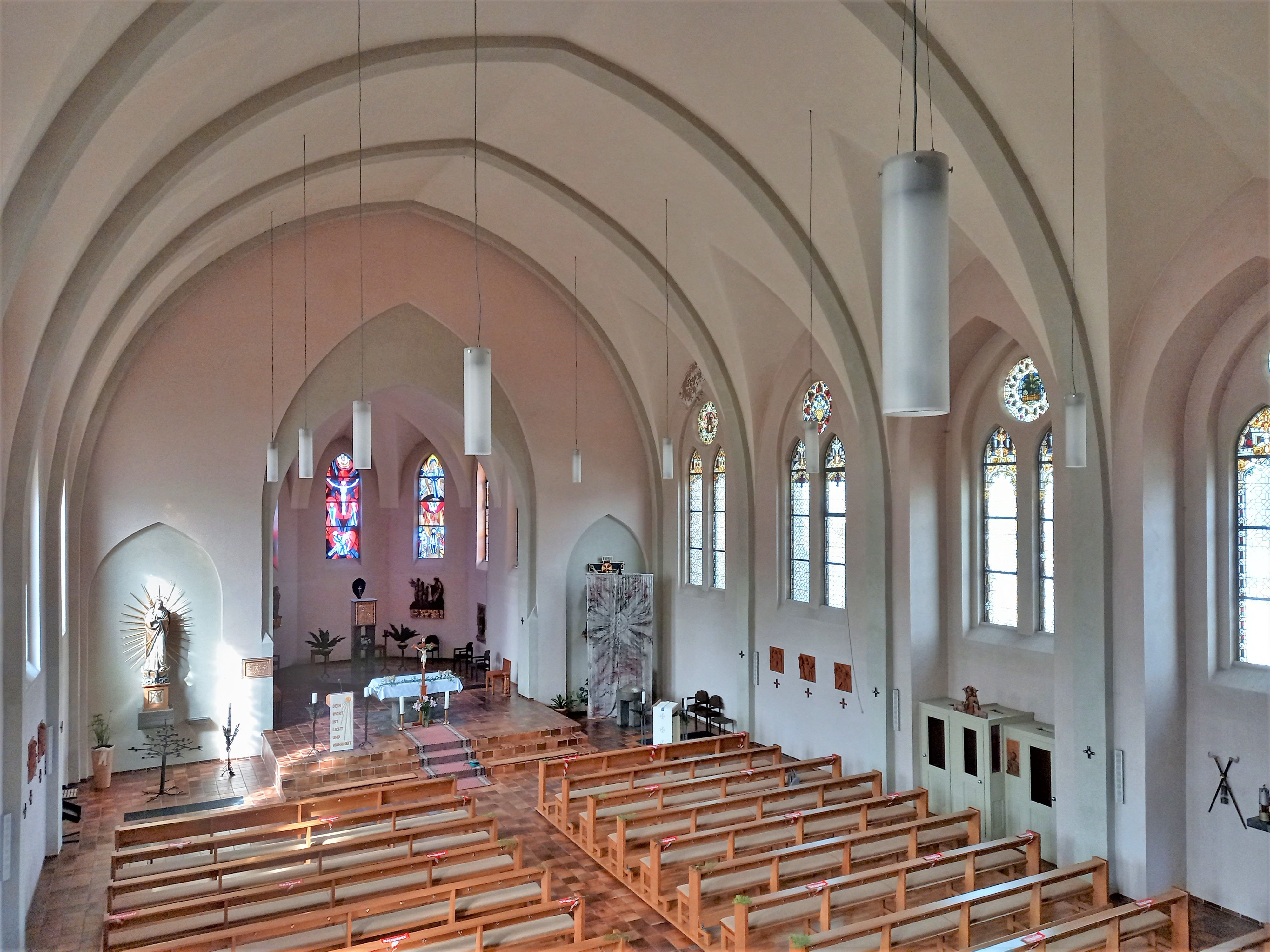
Innenraum heute

Bereits 1895 bestand ein Kirchbauverein in Hühnerfeld mit dem Ziel ein eigenes Gotteshaus im Ort zu errichten. Bis dahin gehörten die katholischen Bürger Hühnerfelds zur Pfarrei Sulzbach. Die Kirche wurde 1910 nach den Plänen des Architekten Moritz Gombert in nur fünf Monaten Bauzeit errichtet und im Jahr 1911 geweiht. 1924 folgte die Abpfarrung von Sulzbach.

## Baubeschreibung

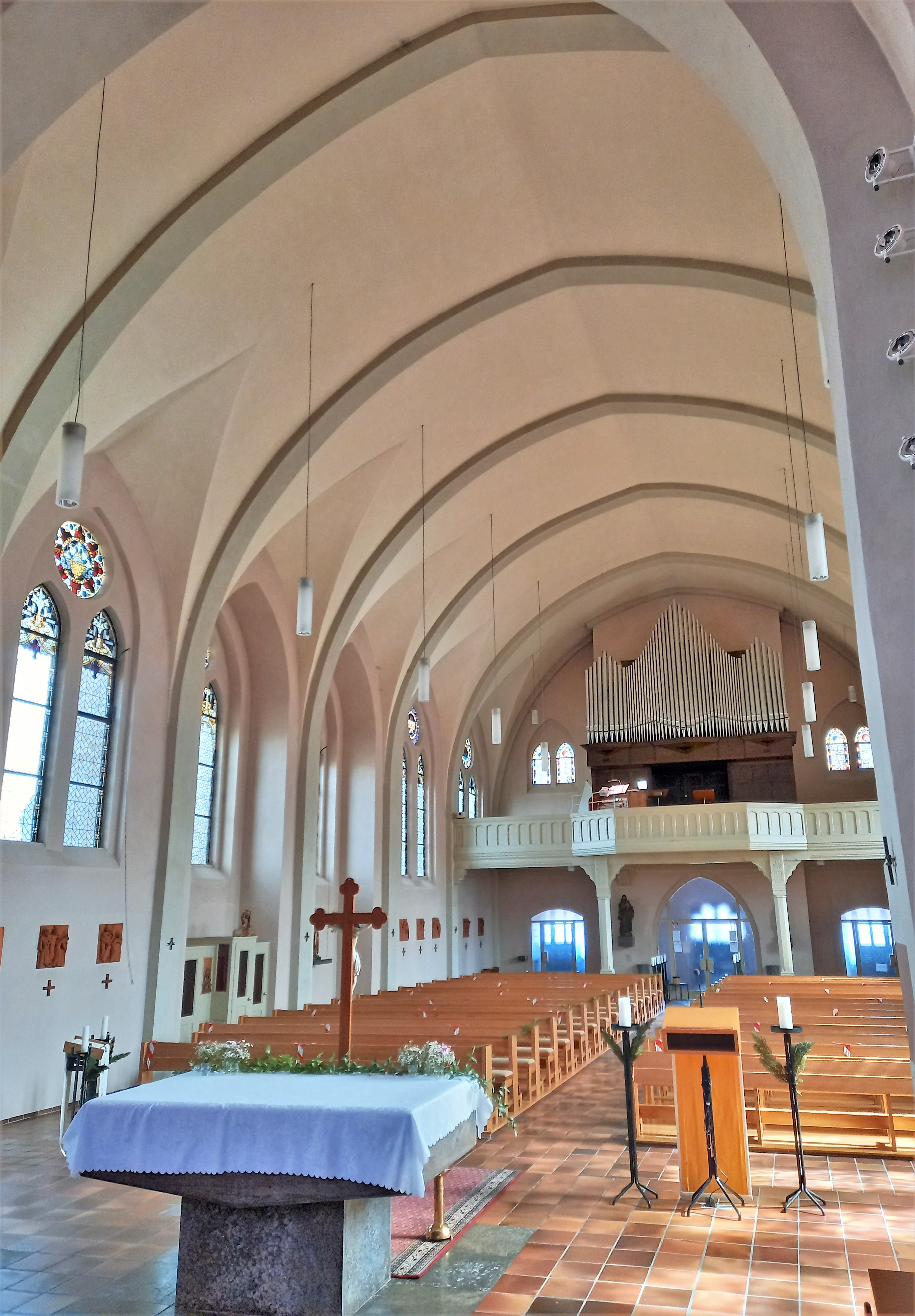
Blick zur Orgelempore

Der neugotische Kirchenbau orientiert sich äußerlich an Vorbildern der norddeutschen Backsteingotik mit weißen Akzenten. Der vorgelagerte Kirchturm verjüngt sich im oberen Stockwerk auf einen achteckigen Grundriss. Die Außenwand des dritten und vierten Joches tritt aus dem Kirchenschiff hervor und erzeugt mit dem Quergiebel den Eindruck eines Querhauses, welches tatsächlich nicht vorhanden ist. Im Innenraum eröffnet sich ein einschiffiger Kirchenraum mit Spitztonnendecke, an den sich ein schmaler Chorraum und eine Apsis mit 5⁄8-Schluss anschließt.
Im ursprünglichen Zustand war die Kirche reich ausgemalt. Diese Ausmalung ging ebenso wie die originalen Ausstattungsstücke wie Hochaltar, Kirchenbänke und Kommunionbank spätestens durch die Umgestaltung der Kirche nach dem II. Vatikanischen Konzil verloren. Auch die Bodenfliesen sowie die Altarinsel stammen aus dieser Zeit.

## Orgel

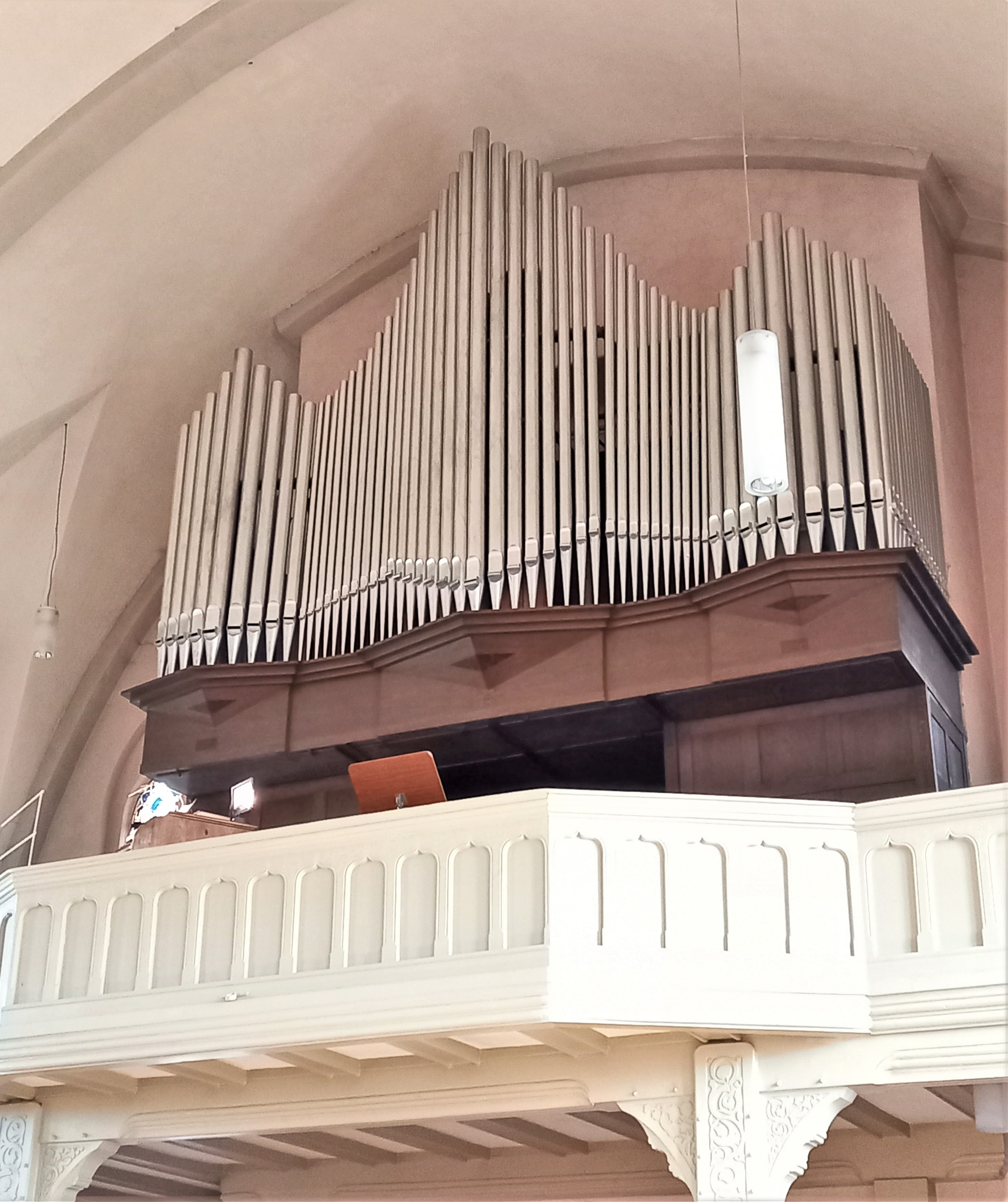
Hock/Mayer/Gaida-Orgel

Die Orgel wurde 1931 durch die Saarlouiser Orgelbaufirma Mamert Hock errichtet. Sie besaß im ursprünglichen Zustand 28 Register zuzüglich eines Auszugs auf zwei Manualen und Pedal. 1959 erfolgte eine Erweiterung und Umstrukturierung der Orgel durch die Firma Hugo Mayer Orgelbau (Heusweiler). Dabei wurden die Trakturen elektrifiziert und ein neuer dreimanualiger Spieltisch geliefert. Des Weiteren wurde der Orgelprospekt um zwei ausladende Seitenfelder erweitert. Zu Beginn der 2000er Jahre verschlechterte sich der Zustand der Orgel zunehmend, weshalb man 2010 die Orgelbaufirma Thomas Gaida aus Wemmetsweiler mit der Reorganisation des Instrumentes beauftragte. Die Seitenfelder von Mayer wurden wieder entfernt und die originale Disposition annähernd wiederhergestellt. Die Hockschen Kegelladen, der dreimanualige Spieltisch von 1959 sowie die elektrische Traktur wurden beibehalten und die Register des Schwellwerkes auf das II. und III. Manual aufgeteilt, da dessen Windlade ohnehin zweigeteilt und das dritte Manual vorhanden waren. Ausgestattet mit moderner Elektronik und den für die Firma Gaida typischen Registertastern besitzt das Instrument seither folgende Disposition:
| I Hauptwerk C–g3 |            |     |
| 1.               | Bordun     | 16′ |
| 2.               | Principal  | 8′  |
| 3.               | Flöte      | 8′  |
| 4.               | Salicional | 8′  |
| 5.               | Octave     | 4′  |
| 6.               | Rohrflöte  | 4′  |
| 7.               | Mixtur IV  |     |
| 8.               | Trompete   | 8′  |

| II Schwellwerk A C–g3 |            |        |
| 9.                    | Nachthorn  | 8′     |
| 10.                   | Quintade   | 8′     |
| 11.                   | Praestant  | 4′     |
| 12.                   | Blockflöte | 4′     |
| 13.                   | Quinte     | 2 ⁄3′  |
| 14.                   | Piccolo    | 2′     |
| 15.                   | Terz       | 1 3⁄5′ |
| 16.                   | Oboe       | 8′     |
|                       | Tremulant  |        |

| III Schwellwerk B C–g3 |                 |    |
| 17.                    | Flötenprincipal | 8′ |
| 18.                    | Gamba           | 8′ |
| 19.                    | Aeoline         | 8′ |
| 20.                    | Vox coelestis   | 8′ |
| 21.                    | Krummhorn       | 8′ |

| Pedal C–f1 |             |       |
| 22.        | Violon      | 16′   |
| 23.        | Subbass     | 16′   |
| 24.        | Octavbass   | 8′    |
| 25.        | Gedacktbass | 8′    |
| 26.        | Choralbass  | 4′    |
| 27.        | Pedalmixtur | 2 ⁄3′ |
| 28.        | Posaune     | 16′   |

- Koppeln:
  - Normalkoppeln: II/I, III/I, III/II, I/P, II/P, III/P
  - Suboktavkoppeln: II/I, III/I, II/II, III/II, III/III
  - Superoktavkoppeln: II/I, III/I, II/II, III/II, III/III
- Spielhilfen: 10.000 Setzerkombinationen, Tutti, Registercrescendotritt, Transposer +- 12 Halbtöne, Manuale Aus, Alles Ab